# Dziesław (województwo dolnośląskie)

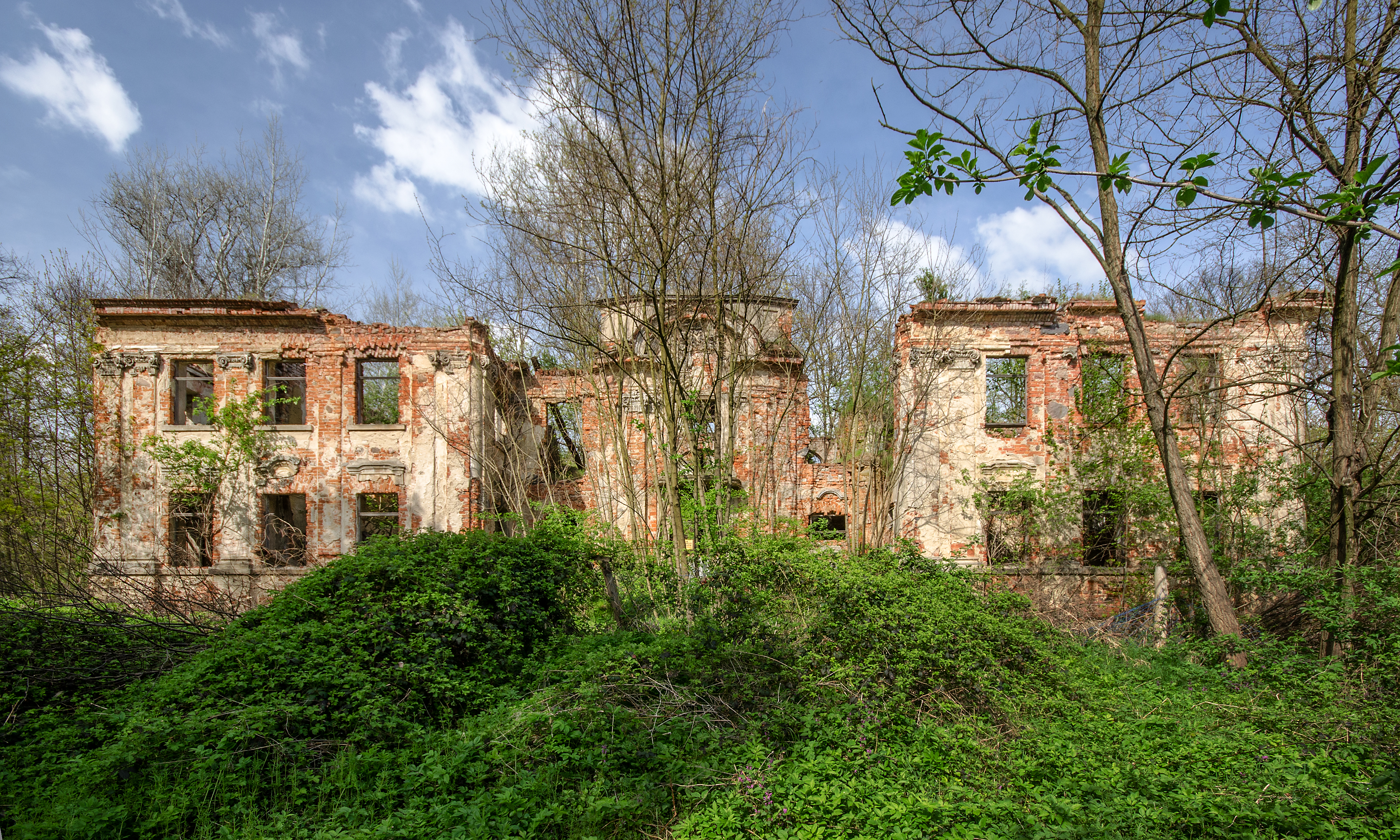
Ruiny pałacu w Dziesławiu

Dziesław (niem. Deichslau) – wieś w Polsce położona w województwie dolnośląskim, w powiecie lubińskim, w gminie Ścinawa. W latach 1975–1998 miejscowość administracyjnie należała do województwa legnickiego.

## Historia
Pierwsza wzmianka o Dziesławiu pochodzi z 1218 roku i zawiera łacińska nazwę osady Villa Tyslinii. W późniejszych dokumentach wieś występuje jako Villa Thesselini (1235), Dyslov (1310), Dysselov (1331), Deuchslawiense (1687), Deischlau (od 1736 do 1945 r.) W ciągu stuleci zmieniali się właściciele miejscowości. Wśród nich znaleźli się przedstawiciele takich rodów, jak: von Tschammer, von Braun, von Kottwitz, von, Kretschamer czy Herman von Deisslau od którego prawdopodobnie pochodzi współczesna nazwa osady. Najstarszym znanym właścicielem miejscowych dóbr był zmarły w 1588 roku Georg von Braun. W 1653 roku Dziesław był w posiadaniu Georga von Langenau. W rękach rodu von Langenau wieś pozostawała do początku XIX wieku, kiedy to majątek wraz z miejscowością nabyła rodzina von Schkopp. Następnie od 1827 roku krótko przebywała tu rodzina von Teichmann, od której w roku 1856 cały majątek nabył radca urzędowy Emil Metscher.

## Zabytki
Do wojewódzkiego rejestru zabytków wpisane są:
- kościół ewangelicki, obecnie rzymskokatolicki filialny pw. Wniebowzięcia Najświętszej Marii Panny z końca XVII w., przebudowany w roku 1865. W kościele są przechowywane dary króla Jana III Sobieskiego dla kościoła w Rudkach (dawne województwo lwowskie Rzeczypospolitej), które zostały przywiezione przez polskich przymusowych wysiedleńców po zakończeniu II wojny światowej i zmianie granic. Szczególnie cenny jest zegar tarczowy z XVII wieku, wyeksponowany na południowej ścianie prezbiterium.
- cmentarz przykościelny z XV-XIX w.
- zespół pałacowy z XVIII-XIX w. Powstał on z inicjatywy ówczesnych właścicieli Dziesławia, Hansa Albrechta von Langenau i jego żony Christine Charlotte z domu von Mudrach. Autorem projektu rezydencji był znakomity śląski architekt Martin Frantz. 
  - pałac
  - park.